# Saida Karoli
Ne doit pas être confondu avec Karauli.
Saida Karoli, née le 4 avril 1976, est une chanteuse  tanzanienne s'inspirant des chants et danses traditionnels de sa région natale, qui s'est produite dans les années 2000 en Tanzanie, au Kenya, en Ouganda, aux Rwanda, Burundi et en République démocratique du Congo.

## Biographie
Elle est née précisément à Rwongwe, un petit village dans le district rural de Bukoba, dans le nord de la Tanzanie et la région de Kagera, sur le côté ouest du lac Victoria. Maria Salome, une chanson de son premier album Chambua kama Karanga est un succès sur la radio en Tanzanie et dans les pays voisins. À la suite de ce succès, en Ouganda, elle est surnommée Wanchekecha, un surnom dérivé des paroles de la chanson. Elle est notamment invitée à chanter devant le Kabaka du Buganda.
Sa  musique se caractérise par des voix douces et une rythmique hypnotique. Si elle chante principalement dans sa langue natale, le haya, ses paroles intègrent aussi le swahili (langue commune à une bonne partie de l'Afrique Orientale) et, à l'occasion, des phrases en anglais.Elle se produit dans une bonne partie de l'afrique de l'Est et de la  Région des Grands Lacs : Ouganda, Rwanda, Burundi et République démocratique du Congo, mais aussi Tanzanie bien sûr, et Kenya.
En 2005, son album Harusi est désigné  Meilleur Album Folk de la catégorie Album Folk aux Tanzania Music Awards , et en 2006, elle a été nommée dans la catégorie Meilleure Chanteuse, toujours aux Tanzania Music Awards . En 2005 encore, elle est nommée aux Kora Awards.
En 2013, sa chanson Maria Salomé figure dans la bande son d'une comédie américaine de Tyler Perry, Peeples. En 2016, toujours sur ce titre, elle négocie des royalties avec le chanteur et danseur tanzanien  Diamant Platinumz, qui le remixe avec succès,,,.

## Discographie
- Chambua kama Karanga (Maria Salome) (2001)
- Mapenzi kizunguzungu (2003)
- Harusi (2004)
- Mimi Nakupenda (2005)
- Nelly (2008)